# Valdorros
Valdorros község Spanyolországban, Burgos tartományban. Valdorros Cogollos, Madrigal del Monte, Madrigalejo del Monte és Villangómez községekkel határos. Lakosainak száma 375 fő (2024).

## Népesség
A település népessége az utóbbi években az alábbiak szerint változott:
| Lakosok száma | 123  | 168  | 188  | 280  | 306  | 308  | 327  | 313  | 342  | 375  |
|               | 2001 | 2004 | 2006 | 2009 | 2011 | 2014 | 2016 | 2019 | 2021 | 2024 |